# 姜岐
姜岐（1464年—？），字希文，直隸松江府華亭縣人，民籍，明朝政治人物。

## 生平
弘治十一年（1498年）戊午科應天鄉試第二十三名舉人，正德三年（1508年）中式戊辰科會試第二百一名，三甲第八十七名進士。授大理寺評事。

## 家族
曾祖姜霖；祖父姜從；父姜才，母張氏。嚴侍下。弟姜虞。